# Zbigņevs Stankevičs
Zbigņevs Stankevičs ((polsky) Zbigniew Stankiewicz, * 15. února 1955, Lejasciems, kraj Gulbene, Lotyšsko) je lotyšský římskokatolický kněz a od roku 2010 metropolitní arcibiskup rižský.
| arcibiskup rižský        | arcibiskup rižský           | arcibiskup rižský         |
| ------------------------ | --------------------------- | ------------------------- |
| Předchůdce: Jānis Pujats | od 2010 Zbigņevs Stankevičs | Nástupce: dosud ve funkci |

| Velkopřevor magistrální delegace Řádu Božího hrobu v Lotyšsku | Velkopřevor magistrální delegace Řádu Božího hrobu v Lotyšsku | Velkopřevor magistrální delegace Řádu Božího hrobu v Lotyšsku |
| ------------------------------------------------------------- | ------------------------------------------------------------- | ------------------------------------------------------------- |
| Předchůdce: Jānis Pujats                                      | od 2010 Zbigņevs Stankevičs                                   | Nástupce: dosud ve funkci                                     |